# جاك بن جليد
جاك بن جليد (مواليد 3 مايو 1918) هو مبارز بالسيف مغربي، مثّل بلاده في الألعاب الأولمبية الصيفية 1960.

## روابط رياضية
جاك بن جليد على موقع أوليمبيديا (الإنجليزية)